# Maurice Jaubert
Pour les articles homonymes, voir Jaubert.
Maurice Jaubert est un compositeur français de musique classique et de musique de films, né à Nice le 3 janvier 1900 et mort pour la France, à l'hôpital de Baccarat, le 19 juin 1940.
Il compose pour le concert, le théâtre, et marque de son talent musical plusieurs des films les plus mémorables du cinéma français des années 1930.

## Biographie

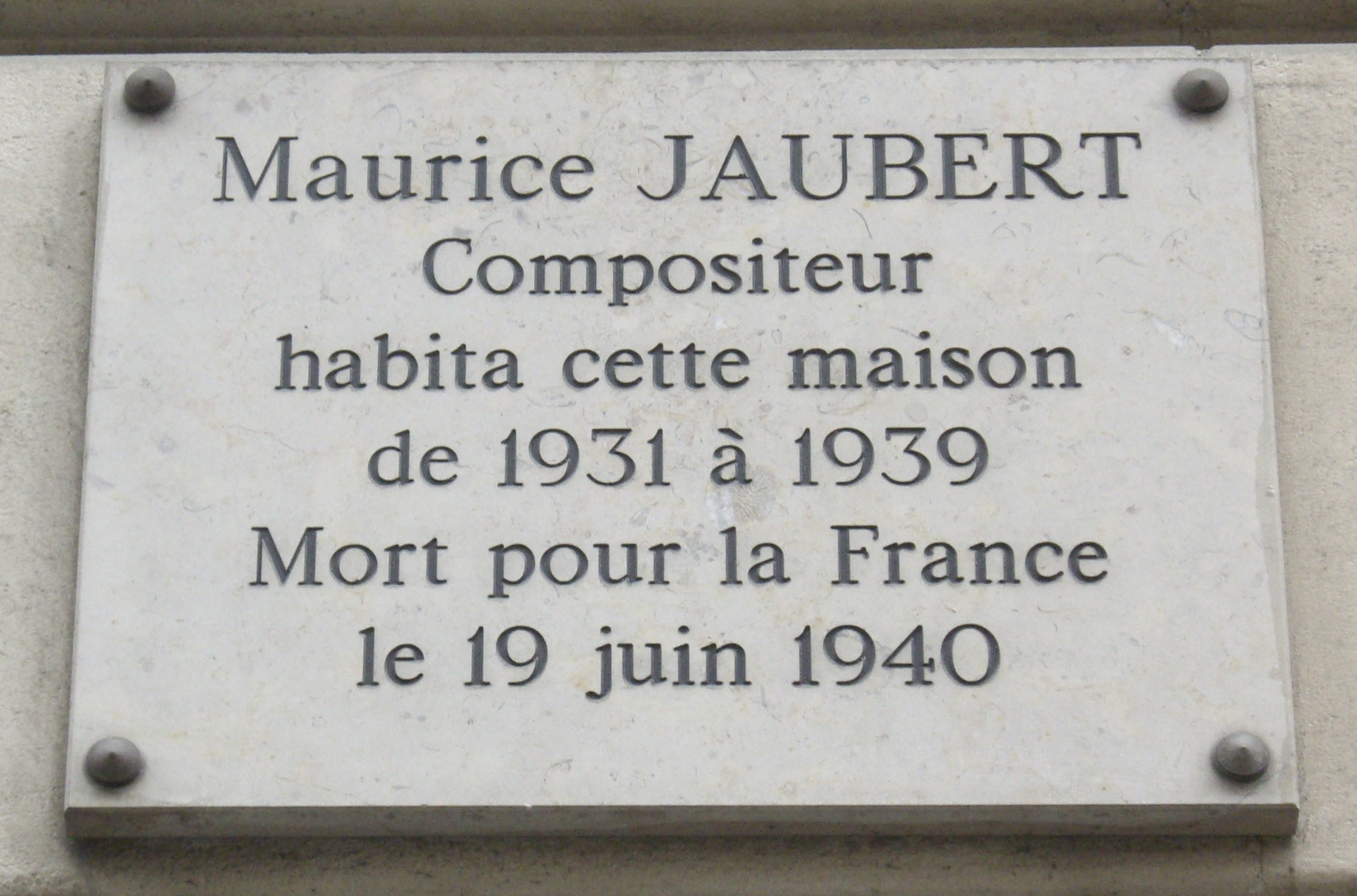
Plaque 98 rue du Cherche-Midi (6e arrondissement de Paris), où il vécut.

Maurice Jaubert naît à  Nice le 3 janvier 1900. Il est le deuxième fils de Maître François Jaubert, avocat et futur président du barreau de sa ville, et de Haydée Faraut. Au lycée Masséna, il obtient en 1915 la première partie du baccalauréat, et en 1916 la seconde. Il suit parallèlement, au Conservatoire de Nice, les cours d'harmonie, de contrepoint et de piano. Il remporte un premier prix de piano en 1916.
Il quitte Nice pour Paris, où il obtient, à la Sorbonne, une licence ès lettres et un doctorat en droit. À son retour dans sa ville natale, il est le plus jeune avocat de France en 1919. Ses toutes premières compositions datent de cette époque, où il devient aussi officier spécialiste dans l'arme du génie. Démobilisé en 1922, il décide d'abandonner la pratique du droit au profit de la musique. L’année suivante, il complète sa formation musicale avec Albert Groz, à Paris.
En 1925, il écrit sa première musique de scène pour Le Magicien prodigieux, une pièce du dramaturge espagnol Calderón, et utilise le Pleyela - il travaille alors, pour la compagnie Pleyel, à  l’enregistrement de rouleaux destinés à  ce piano mécanique, révolutionnaire à l’époque. De fait, durant sa trop brève carrière, Jaubert s’intéressera à toutes les innovations technologiques qui peuvent servir ses aspirations artistiques. C’est à cette occasion qu’il rencontre la soprano Marthe Bréga, qui deviendra l’interprète de la plupart de ses compositions vocales. Il l'épouse en 1926, avec Maurice Ravel pour témoin. Le couple a eu une fille, Françoise, en 1927.
A sa création, il compose l'accompagnement musical de La guerre de Troie n'aura pas lieu de Jean Giraudoux. 

### Cinéma
Ami de Jean Renoir, c'est à ses côtés qu'il fait ses premiers pas au cinéma. Il réalise notamment la sélection musicale de son film muet Nana en 1926. Il crée ensuite en 1929 sa première partition musicale pour le film de Hanns Schwartz, Le mensonge de Nina Petrovna. 
Au cours de la décennie qui suit, il compose la musique de nombreux films : Le petit chaperon rouge, d'Alberto Cavalcanti, La vie d’un fleuve de Jean Lods, L'affaire est dans le sac des frères Prévert, Zéro de conduite et L’Atalante de Jean Vigo, Quatorze juillet et Le dernier milliardaire de René Clair, Carnet de bal et La fin du jour de Julien Duvivier, L'Île de Pâques et Regards sur la Belgique ancienne d'Henri Storck, Drôle de drame, Hôtel du Nord, Le Quai des brumes et Le Jour se lève de Marcel Carné.
Le cinéma, qu'il aime et comprend, contrairement à beaucoup de ses contemporains, ne représente pourtant qu'une des multiples facettes de l’activité créatrice de Maurice Jaubert. Chef d'orchestre très sollicité, il dirige non seulement la musique de nombreux films chez Pathé-Nathan (dont celles d’Arthur Honegger et de Darius Milhaud) mais plusieurs concerts, tant en France qu'à l'étranger. Ses écrits, ses conférences et une importante correspondance constituent un précieux témoignage de sa compréhension de l’évolution des années 1930 à 1940 et de ses prises de position, tant politiques (vis-à-vis de la Guerre d'Espagne, par exemple) que musicales. C’est ainsi qu’il défend vigoureusement Kurt Weill, alors totalement incompris.

### Fin de vie
La guerre vient détourner ce remarquable parcours artistique. Mobilisé en septembre 1939, le capitaine de réserve Maurice Jaubert rejoint aux premières lignes la compagnie du génie qu'il commande. Il ne la quittera que pour deux brèves permissions à Nice, en janvier et avril 1940. Les lettres à son épouse font état d’un esprit de sacrifice empreint d’un profond humanisme. C’est « aux armées » que Jaubert compose ses deux dernières œuvres (qu’il n’aura pas l’occasion d’entendre) : mortellement blessé par un tir ennemi, il meurt quelques heures plus tard à l'hôpital de Baccarat, le 19 juin 1940. Initialement inhumé dans le cimetière de Baccarat, il est transféré le 18 octobre 1952 dans le cimetière de Caucade, à Nice.
Jeanne d'Arc, symphonie concertante, fut créée, salle Pleyel, le 9 mai 1942, par l'orchestre Marius-François Gaillard au cours de l'Hommage à Jeanne d'Arc. L'orchestre donna également la Suite française, Ballade, et Le Jour. Un autre hommage fut rendu à Jaubert par Gaillard lors d'un Festival Jaubert en juin 1942.

## Œuvre religieuse
- Offertoire pour la fête de l'Assomption pour chœur à 4 voix, op. 3 (1923)[5]

## Œuvres pour le concert
- Impromptu (?) : pour piano ;
- 6 Inventions (?) : pour piano ;
- Suite en la (?) : pour violoncelle et piano ;
- 4 Romances (1924) : pour voix et piano ;
- Cinq chants sahariens (1924) : pour voix et petit ensemble ;
- Les Pêcheurs (1925) : ballet
- Chants de la Côte (1925) « Chansons populaires de la Provence et du comté de Nice » harmonisées pour 1 voix et piano ;
- Contrebande (1927) : opéra de chambre sur un texte de Georges Neveux ;
- Le mensonge de Nina Petrovna (1929) : suite pour piano tirée de sa partition cinématographique ;
- Intermezzo (1929) : pour piano et orchestre, tirée de sa partition cinématographique Le mensonge de Nina Petrovna ;
- Cinq danses de l'Amazonie (1930) : pour orchestre ;
- Le jour (1931) : poème chorégraphique pour orchestre symphonique ;
- Suite française (1932) : pour orchestre ;
- Quatorze Juillet (1933) : suite de danses pour piano tirées de la partition cinématographique ;
- Ode à la Montagne (1933) : pour orchestre ;
- Deus Abraham (1934) : motet ;
- Ballade (1934) : «Symphonie de Lewis» pour orchestre, tirée de Tessa ;
- Le Petit Chaperon Rouge (1935) : suite pour piano, suite burlesque pour 12 instruments
- Nativité (1935) : cantate pour soli, chœurs et orchestre ;
- Cantate pour le temps pascal (1935) : pour soli, chœur et orchestre ;
- Trio italien (1935) : pour violon, alto et violoncelle ;
- Sonate a due (1936) : pour violon, violoncelle et orchestre à cordes ;
- Concert flamand (1936) : pour orchestre ;
- Intermèdes (1936) pour orchestre à cordes ;
- Normandie (1937) : ballet pour orchestre ;
- Géographies (1937) : pour chœurs et orchestre ;
- Jeanne d'Arc (1937) : symphonie concertante pour soli, chœur et orchestre ;
- Proses (1938) : pour chœur mixte et orchestre ;
- L'Eau vive (1938) : « 5 chants de métier de la Haute-Provence» sur des textes de Jean Giono ;
- Caprice italien (1938) : concerto pour orchestre à cordes ;
- Saisir (1939) : cinq mélodies pour soprano et petit orchestre ;
- Trois Psaumes pour le temps de guerre (1940) : pour chœur de femmes, harpe et piano.
- Trois Sérénades (1. La Traversée (Guillaume Apollinaire ; 2. Pour Virginie (Francis Jammes ; 3. Airs (Jules Supervielle)

## Musiques de scène
- 1925 : musique de scène pour la pièce de Pedro Calderon Le Magicien prodigieux ;
- 1934 : musique de scène pour Tessa, la nymphe au cœur fidèle, pièce de Jean Giraudoux d'après le roman The Constant Nymph (La Nymphe au cœur fidèle) de Margaret Kennedy (1924) ;
- 1935 : musique de scène pour La guerre de Troie n'aura pas lieu, pièce de Jean Giraudoux ;

## Musiques de films
- 1926 : Nana de Jean Renoir
- 1929 : Le Mensonge de Nina Petrovna (Die wunderbare Lüge der Nina Petrowna) de Hanns Schwarz
- 1930 : Le Petit Chaperon rouge d'Alberto Cavalcanti
- 1931 : La Vie d'un fleuve, la Seine (court-métrage documentaire) de Jean Lods
- 1931 : Au pays du scalp (documentaire) de Robert de Wavrin
- 1932 : L'affaire est dans le sac de Pierre Prévert
- 1933 : L'Homme mystérieux (court-métrage) de Maurice Tourneur
- 1933 : 14 juillet de René Clair
- 1933 : Zéro de conduite de Jean Vigo
- 1933 : Mirages de Paris de Fedor Ozep
- 1934 : L'Île de Pâques (documentaire) de John Fernhout et Henri Storck
- 1934 : L'Atalante de Jean Vigo
- 1934 : Le Dernier Milliardaire de René Clair
- 1935 : Justin de Marseille de Maurice Tourneur (Direction d'orchestre)
- 1936 : Mayerling d'Anatole Litvak
- 1936 : Barbe-Bleue (court-métrage d'animation) de Jean Painlevé
- 1936 : La Vie parisienne de Robert Siodmak
- 1937 : We Live in Two Worlds (court-métrage documentaire) d'Alberto Cavalcanti
- 1937 : Un carnet de bal de Julien Duvivier
- 1937 : Drôle de drame de Marcel Carné
- 1938 : Les Filles du Rhône de Jean-Paul Paulin
- 1938 : Le Quai des brumes de Marcel Carné
- 1938 : Altitude 3200 de Jean Benoît-Lévy et Marie Epstein
- 1938 : Hôtel du Nord de Marcel Carné
- 1939 : Violons d'Ingres (court-métrage) de Jacques B. Brunius
- 1939 : L'Esclave blanche de Marc Sorkin et Georg Wilhelm Pabst
- 1939 : La Fin du jour de Julien Duvivier
- 1939 : Le jour se lève de Marcel Carné

## Musiques de films (posthumes)
- François Truffaut, aidé par le musicologue François Porcile, a recouru aux musiques de Jaubert pour quatre de ses films :
  - 1975 L'Histoire d'Adèle H. : comprenant l'intégralité de la Suite Française et de la Cavatine d'après Bellini (composée pour le documentaire Bernard-l'hermite (1930) de Jean Painlevé), et de nombreux extraits des musiques écrites pour L'Île de Pâques, L'Atalante, et La guerre de Troie n'aura pas lieu. Direction d'orchestre, Patrice Mestral.
  - 1976 L'Argent de poche
  - 1977 L'Homme qui aimait les femmes
  - 1978 La Chambre verte
- 1985 Le Temps détruit (documentaire de Pierre Beuchot, collaboration musicale : François Porcile)
- 1993 L’Œil écarlate (Dominique Roulet)
- 2009 La mujer sin piano (Javier Rebollo)

## Acteur
Maurice Jaubert tient des petits rôles dans les films suivants :
- 1932 : Mélo de Paul Czinner : le chef d'orchestre
- 1939 : La Nuit de décembre de Kurt Bernhardt : le chef d'orchestre en 1939 (+ directeur musical)

## Postérité
- La Chanson de Tessa, mélodie élégiaque extraite de sa musique de scène pour Tessa de Jean Giraudoux (1934) d'après le roman La Nymphe au Cœur fidèle (1924) de Margaret Kennedy, a été interprétée par de nombreux chanteurs : la cantatrice Irène Joachim, le duo du TNP Marc et André, les chanteurs Mouloudji, Jacques Douai et Jacques Bertin, la chanteuse Michèle Arnaud, et par Valérie Lagrange en duo d'abord avec Jean-Pierre Kalfon (1966) puis avec Benjamin Biolay (2003).

## Discographie
- Georges Delerue dirige en concert la musique de film de Maurice Jaubert : Le Jour se lève, L'Atalante, Le petit chaperon rouge, Un carnet de bal, Le Quai des brumes, Orchestre symphonique de Madrid, Disques Cinémusique DCM 110 (enregistré en 1986, P 2003). Voir la présentation en ligne.
- Maurice Jaubert - L'Atalante, Quai des brumes et autres musiques de films : comprend également des extraits de Zéro de conduite, 14 juillet et L'île de Pâques. Orchestres dirigés par Patrice Mestral et Serge Baudo. Milan CD CH 274.

- Suite Française, Intermèdes et autres œuvres orchestrales par l'orchestre de chambre de Nice dirigé par Jacques-Francis Manzone, et pièces pour piano par Yoko Sawai, Disques Cinémusique (enregistré en 1989, P 2009).  Voir la présentation en ligne.

- 25 ans de musique de cinéma français, orchestre dirigé par Serge Baudo : Extraits de partitions, chansons de cinéma et quelques pièces pour piano par Yoko Sawai, Disques Cinémusique DCM 122, (enregistré en 1956, P 2009). Le tiers du programme est consacré à Maurice Jaubert. Voir la présentation en ligne.
- Concert Maurice Jaubert (2 CD) : Ballade, Trois psaumes pour le temps de guerre, Jeanne d'Arc, Géographies, Cantate pour le temps pascal. Chœur et orchestre national de la RTF dirigés par Jean Martinon. Jacqueline Brumaire, soprano. Restauration et édition d'un enregistrement public de 1952, Disques Cinémusique Classique (P 2017). Voir présentation en ligne.